# Platja dels Eucaliptus
La platja dels Eucaliptus és una platja natural del municipi d'Amposta (Montsià), situada al Parc Natural del Delta de l'Ebre. La platja queda delimitada a l'extrem esquerre amb el canal de la Platjola, o lo Desaigüe del Riuet, que la separa de la platja del Serrallo, al límit del terme de Sant Jaume d'Enveja, i a l'extrem dret amb el canal de l'Estany de la Tancada, que la separa de la platja de l'Aluet. Orientada al sud-sud-est, té una longitud de 2.812 metres i una amplada mitjana de 224 metres, formada per sorra fina, amb un pendent d'entrada a l'aigua moderat. Al rereplatja hi ha una zona dunar, una petita urbanització, un càmping i camps d'arrossars. També hi ha uns eucaliptus, que donen nom a la platja. Disposa de dues guinguetes, un quiosc i una dutxa, zona accessible per a minusvàlids, amb una rampa d'accés fins a l'aigua, i hi ha una zona de 26.000 m² habilitada per a gossos.
L'Agència Catalana de l'Aigua efectua un control quinzenal de la qualitat de l'aigua, durant la temporada de bany, amb el resultat d'excel·lent.
Des del 2021 l'accés dels vehicles, especialment de les autocaravanes, està delimitat per una tanca de corda.